# احمد هشام
احمد هشام (عربی: احمد محمد هشام السيد؛ زادهٔ ۱۵ مهٔ ۲۰۰۰) بازیکن هندبال اهل مصر است.